# Wasabi (film)
Pour les articles homonymes, voir Wasabi (homonymie).
Pour plus de détails, voir Fiche technique et Distribution.
Wasabi est une  comédie policière franco-japonaise réalisé par Gérard Krawczyk, sorti en 2001.

## Synopsis
Hubert Fiorentini (Jean Reno) est un commissaire de police quadragénaire bourru au caractère bien trempé, qui éprouve des difficultés dans ses relations avec les femmes. Il ne parvient pas à oublier son amour pour Miko Kobayashi, sa compagne japonaise qui l'a quitté brutalement dix-neuf ans plus tôt sans donner d'explications, après une relation de 8 mois. Ils travaillaient alors à l'ambassade de France à Tokyo. Un jour, son tempérament violent le conduit à frapper et conduire à l'hôpital, sans le savoir, le fils du préfet.
La sanction ne se fait pas attendre et Le Squale, son supérieur lui impose un congé et l'incite à oublier Miko, trouver une nouvelle femme et fonder une famille. Hubert invite Sofia (Carole Bouquet) à manger chez lui. Le repas plait beaucoup à son invitée, mais elle refuse de passer la nuit avec lui, tant qu'il restera amoureux de Miko. Hubert reçoit un appel téléphonique d'un notaire de Tokyo. Il lui apprend que Miko est décédée la veille. Elle l'a désigné comme unique légataire de son héritage. Arrivé à l'aéroport de Tokyo, Hubert frappe un douanier tatillon. Maurice « Momo » (Michel Muller), son ami, admirateur et ancien équipier le sort de ce mauvais pas. Hubert se rend au cabinet du notaire qui lui fait signer les papiers et lui remet un carton contenant quelques objets dont la valeur est essentiellement sentimentale. Puis le notaire lui révèle que Miko a une fille Yumi (Ryōko Hirosue) et qu'il en est le père. Miko n'a jamais eu d'autre homme qu'Hubert dans sa vie. Yumi ignore qui est son père et attend dans une pièce voisine. Elle a un caractère impulsif et rebelle, elle va avoir 20 ans dans 2 jours et sera alors majeure. Elle était en garde à vue, car elle a frappé des policiers. Hubert demande que ne soit pas révélé à Yumi qu'il est son père et à être présenté comme son tuteur. Elle veut tuer son père, car sa mère lui a toujours dit qu'elle est le fruit d'un viol. Hubert dit à Yumi qu'il est chirurgien. Sur le cadavre de Miko, il prélève des petits cristaux sous une narine et de la terre sous un de ses ongles. Il confie ces indices à Momo, exigeant les résultats des analyses dans une heure.
À la banque, Hubert découvre que Yumi a au total sur ses comptes plus de 200 millions de dollars, déposés par Miko. Il retire un peu de cet argent qu'il donne à Yumi qui, ravie, se précipite au centre commercial pour s'acheter les vêtements dont elle a envie. Pendant qu'ils sont dans les boutiques, Hubert repère un groupe d'hommes portant des lunettes noires qui les suivent. Il les assomme un par un, sans que Yumi s'en aperçoive. Les résultats des analyses indiquent que les cristaux sont du cyanure, impliquant que Miko a été assassinée. Hubert en déduit que cette fortune a été volée aux yakuzas et qu'ils veulent la récupérer.

## Fiche technique
- Titre original : Wasabi (sous-titre : La petite moutarde qui monte au nez)
- Réalisation : Gérard Krawczyk
- Scénario : Luc Besson
- Musique : Éric Serra et Julien Schultheis
- Décors : Jacques Bufnoir et Jean-Jacques Gernolle
- Costumes : Agnès Falque
- Photographie : Gérard Sterin
- Son : François-Joseph Hors, Didier Lozahic, Ken Yasumoto
- Montage : Yann Hervé
- Production : Luc Besson
  - Production exécutive : Didier Hoarau
  - Production déléguée : Shohei Kotaki et Kanjirô Sakura
- Sociétés de production[4] :
  - France : EuropaCorp,  Samitose Productions, TF1 Films Production, Canal+ et Destiny Films
  - Japon : Victor Company of Japan (JVC)
- Société de distribution[5] :
  - France : EuropaCorp Distribution
  - Japon : K2 Entertainment et Victor Company of Japan (JVC)
  - Belgique : Alternative Films
  - Québec : Les Films Séville
  - Suisse romande : Pathé Films AG
- Budget : 15 270 000 €[6]
- Box office : 10 366 360 $[7]
- Pays de production :  France,  Japon
- Langue originale : français, japonais
- Format[8] : couleur (Technicolor) - 35 mm - 2,35:1 (Cinémascope) - son DTS | Dolby Digital
- Genre : comédie policière, action, drame
- Durée : 94 minutes
- Dates de sortie[9] :
  - France, Belgique, Suisse romande : 31 octobre 2001[10],[11]
  -  Québec : 25 janvier 2002
  - Japon : 2 février 2002
- Classification[12] :
  - France : tous publics[13]
  - Belgique : tous publics (Alle Leeftijden)[10]
  - Canada : les enfants de moins de 14 ans doivent être accompagnées d'un adulte (14A - 14 Accompaniment)
  - Suisse romande : interdit aux moins de 12 ans[14]

## Distribution
- Jean Reno : Hubert Fiorentini, commissaire de police
- Michel Muller : Maurice « Momo »
- Ryōko Hirosue : Yumi Yoshimido, fille d'Hubert
- Carole Bouquet : Sofia, amoureuse d'Hubert, veuve
- Yoshi Oida : Takanawa « Le Zèbre »
- Christian Sinniger : Le Squale, supérieur d'Hubert
- Alexandre Brik : Irène
- Jean-Marc Montalto : Olivier
- Véronique Balme : Betty
- Fabio Zenoni : Josy
- Haruhiko Hirata (ja) : Ishibashi
- Michel Scourneau : Van Eyck
- Jacques Bondoux : Del Rio
- Osamu Tsuruya : un douanier
- Akihiro Nishida : autre douanier
- Anthony Decadi : Fils de Préfet
- Yan Epstein : Jean-Baptiste 2
- Ludovic Berthillot : Jean-Baptiste 1
- Élodie Frenck : la secrétaire de la banque de la Trinité
- Stefan Sao Nelet : Jeune banquier
- Dorothée Brière : L'hôtesse de l'air
- Karine Stoffer : Danseuse
- Isabelle Vitari : Otage dans la Banque de l'Étoile (non crédité)
- Yuki Sakai : Miko Kobayashi, mère de Yumi
- Massaro Nagahishi : Commissaire Avion
- Makiko Kishi : Secrétaire Ishibashi
- Kinshiro Oyama : Commissaire Japonais
- Kiyohiko Shibukawa : Ryuichi (crédité Kee)
- Hiroko Maki : Atsuko Nakano
- Tomo Fukui : le réceptionniste de l'hôtel
- Kazumasa Seki : un garde du corps armé d'un katana
- Seiji Mori : autre garde du corps armé d'un katana
- Syuntarou Date : garde du corps armé d'un nunchaku
- Furuo Geiri : Garde du corps golf 1
- Tenmei Basara : Garde du corps golf 2
- Kei Kagaya : Homme en noir 1
- Toshihiro Ogura : Homme en noir 2
- Kouichi Itagaki : Homme en noir 3
- Kiyoshi Iwata : Homme en noir 4
- Koushirou Honda : Homme en noir 5
- Ukon Urota : Homme en noir 6
- Touru Edomatsu : Homme en noir 7
- Hiroshi Urushiyama : Homme en noir 8
- Kazuoki Takahashi : Homme aux lunettes 1
- Hiroyuki Ootsuki : Homme aux lunettes 2
- Kouji Toyota : Homme aux lunettes 3

## Production

### Lieux de tournage
- Kiyomizu-dera, Kyōto
- Aéroport international de Narita, Chiba
- Tokyo
- Paris
- À l'arrivée à Tokyo, Jean Reno prétend aller à Shinjuku, qui a en réalité été tourné à Akihabara.

## Musique
Sauf indication contraire, les informations mentionnées dans cette section peuvent être confirmées par la base de données cinématographiques IMDb,  présente dans la section « Liens externes ».
- Concerto pour clarinette de Wolfgang Amadeus Mozart.
- Rêverie de Scènes d'enfants de Robert Schumann.
- Hello Baby par Sweet Robots Against the Machine (en).
- Moon Reflexion d'Helen Bank.
- Back-Bite de Malcolm Nichols.
- Atomic Mushroom par Samuel Potin et Ken Yasumoto.

### Bande originale
| No  | Titre                                                   | Musique                                 | Durée |
| --- | ------------------------------------------------------- | --------------------------------------- | ----- |
| 1.  | Wasabi [Intro]                                          | (Dialogue)                              | 0:09  |
| 2.  | Shakoto & Narita                                        | Éric Serra                              | 2:02  |
| 3.  | Qu'est-ce Qu'elle...                                    | (Dialogue)                              | 0:05  |
| 4.  | Fa All Y'all (Remix) (interprété par Da Brat)           | Da Brat, Jermaine Dupri                 | 3:10  |
| 5.  | Song to Miko                                            | Éric Serra                              | 1:29  |
| 6.  | Follow Me (interprété par Nadia Farès)                  | Nadia Farès, P. Breslin                 | 4:15  |
| 7.  | 200 Millions de $                                       | (Dialogue)                              | 0:18  |
| 8.  | Hub's Bank                                              | Éric Serra                              | 2:19  |
| 9.  | Tokyo Drive                                             | Julien Schultheis                       | 2:14  |
| 10. | Miko's Testimony                                        | Éric Serra                              | 1:04  |
| 11. | Tru                                                     | (Dialogue)                              | 0:42  |
| 12. | Killer Go                                               | Julien Schultheis                       | 0:39  |
| 13. | Miss San                                                | Éric Serra                              | 1:22  |
| 14. | Personne Ne Bouge                                       | (Dialogue)                              | 0:04  |
| 15. | Real Fonky Time (interprété par Dax Riders)             | C. Azencoth, O. Ruel & N. Berger Vachon | 3:32  |
| 16. | Perfection (interprété par Nadia Farès)                 | Nadia Farès & P. Breslin                | 5:26  |
| 17. | Grenade                                                 | (Dialogue)                              | 0:08  |
| 18. | Techno Metal                                            | Maidi Roth, Franck Pilant               | 3:28  |
| 19. | A Picture of Miko                                       | Julien Schultheis                       | 1:08  |
| 20. | Shopping                                                | (Dialogue)                              | 0:04  |
| 21. | Voodoo People (interprété par The Prodigy)              | Liam Howlett, Gylan Kain                | 5:20  |
| 22. | Kyoto Gardens                                           | Éric Serra, Julien Schultheis           | 1:48  |
| 23. | Une Vraie Pucelle                                       | (Dialogue)                              | 0:07  |
| 24. | Shooting                                                | Julien Schultheis                       | 1:19  |
| 25. | Banque                                                  | (Dialogue)                              | 0:22  |
| 26. | Have A Receipt                                          | Julien Schultheis                       | 2:07  |
| 27. | Miko's Ashes                                            | Éric Serra                              | 1:33  |
| 28. | Rasen (•) (interprété par Chihiro Onitsuka)             | Chihiro Onitsuka                        | 4:05  |
| 29. | Dive 1st Hit (Remix DDR) (•) (interprété par BeForU)    | Riyu Kosaka, Naoki Maeda                | 3:40  |
| 30. | Korega Watashino Ikiru Michi (•) (interprété par PUFFY) | Tamio Okuda                             | 3:25  |
| 31. | Starshine (interprété par Gorillaz)                     | Damon Albarn, Jamie Hewlett             | 3:31  |

- Note : (•) indique que le titre ne fait pas partie de la bande son.

## Analyse